# Cesarskie cięcie (film)
Cesarskie cięcie – polski film fabularny z 1987 r. w reżyserii Stanisława Moszuka.

## Obsada
- Alicja Migulanka – Stefa Dederko, salowa w szpitalu
- Roman Kłosowski – Karol Dederko, recepcjonista w szpitalu
- Renata Pękul – Wiesia Stec
- Krzysztof Kowalewski – Rozmaryn, sekretarz KW
- Grzegorz Wons – sekretarz Rozmaryna
- Marta Klubowicz – pielęgniarka
- Bożena Dykiel – pielęgniarka Laparkowska
- Maria Gładkowska – Gabrysia, dziewczyna Marka
- Wojciech Malajkat – Marek Sykut, salowy w szpitalu
- Dorota Kamińska – Komolowa, ciężarna w szpitalu
- Emilia Krakowska – Stecowa, matka Wiesi
- Piotr Fronczewski – doktor Erdman, położnik
- Maria Probosz – ciężarna w szpitalu
- Joanna Żółkowska – ciężarna w szpitalu
- Izabella Olejnik – Pietrzakowa
- Lech Sołuba – dziennikarz telewizyjny
- Marek Frąckowiak – ksiądz (głos nie należy do tego aktora)
- Zbigniew Borek
- Zbigniew Buczkowski
- Janusz Kłosiński
- Bronisław Pawlik – leśniczy Bronisław Stec
- Jan Pęczek
- Janusz Rewiński – sekretarz z „góry”
- Monika Świtaj – położna
- Bohdan Smoleń
- Zdzisław Wardejn – Pietrzak
- Wojciech Wysocki
- Jarosław Domin

## Opis fabuły
W pewnym województwie ma przyjść na świat milionowy obywatel. Władze chcą wykorzystać ten fakt do podreperowania interesów regionu. Kandydatek na sławną matkę jest siedem. Każda zdaje sobie sprawę, że jeśli urodzi „milionowego”, może spodziewać się profitów. Rozpoczyna się wyścig kobiet chcących urodzić ważnego obywatela. Władze mają jednak preferencje. Nieoficjalnie powołują więc „pełnomocnika do spraw narodzin”, którego zadaniem jest dopilnowanie, by milionowy obywatel miał odpowiednio reprezentatywny rodowód.